# Nesselande (stacja metra)
Nesselande – stacja metra w Rotterdamie, położona na linii B (żółtej). Została otwarta 29 sierpnia 2005. Stacja znajduje się w Nesselande, w dzielnicy Prins Alexander.